# Cyclogramma chunii
Cyclogramma chunii är en kärrbräkenväxtart som först beskrevs av Ren-Chang Ching, och fick sitt nu gällande namn av Tag. Cyclogramma chunii ingår i släktet Cyclogramma och familjen Thelypteridaceae. Inga underarter finns listade.